# Tsaardom Rusland
Het Tsaardom Rusland (ook bekend als het Tsaardom Moskovië (Russisch: Царство Русское, Tsarstvo Roesskoje); "tsaardom Rus" of, in Helleense vorm, Российское царство; Rossiejskoje Tsarstvo) was de gecentraliseerde Russische staat vanaf de aanname van de titel van tsaar door Ivan IV in 1547 tot de stichting van het keizerrijk Rusland door Peter de Grote in 1721.
Van 1550 tot 1700 groeide Rusland per jaar 35.000 km² (de grootte van Taiwan). De periode omvat de omwentelingen van de overgang van de Ruriken naar het huis Romanov, een langdurig militair conflict met het Pools-Litouwse Gemenebest, alsook de Russische verovering van Siberië, in de aanloop naar de 42 jaar durende heerschappij van Peter de Grote. Laatstgenoemde besteeg de troon in 1682 en vormde het tsaardom om tot een grote Europese macht, nadat hij na een militaire overwinning op Zweden en Polen ingrijpende hervormingen uitvoerde en het keizerrijk Rusland (Российская Империя) uitriep in 1721.

## Geschiedenis

### Byzantijnse erfenis
In de 16e eeuw was de Russische heerser een machtige, autocratische heerser geworden, een tsaar. Het woord ‘tsaar’ is een verbastering van ‘Caesar’. Door deze titel aan te nemen toonde de soeverein van Moskou aan dat hij een grote heerser was, zoals de Griekse keizer of de Mongoolse khan. Na het huwelijk van Ivan III van Moskou met Sophia Palaiologina, de nicht van de laatste Byzantijnse keizer, nam het hof in Moskou de Byzantijnse regels, rituelen, titels en emblemen over. De dubbelkoppige adelaar, die in het wapen van Rusland staat, was het oude wapen van Byzantium, dat nog steeds op vlaggen van kerken en kloosters in Griekenland staat.
Ivan IV, die regeerde van 1533 tot 1584, werd in 1547 tot tsaar van Moskovië gekroond, waardoor zijn status ook erkend werd door de Russisch-Orthodoxe Kerk. Filosoof Filofej van Pskov zei dat eens Constantinopel werd veroverd door het Ottomaanse Rijk, de Russische tsaar de enige rechtmatige orthodoxe heerser was en dat Moskou het Derde Rome was omdat het de laatste opvolger was van het Romeinse Rijk en het Byzantijnse Rijk, de centra van het christendom in vroegere jaren.

### Europese visie
Rusland bleef in westelijk Europa een relatief onbekend land, totdat baron Sigismund von Herberstein in 1549 zijn boek Rerum Moscoviticarum Commentarii publiceerde. Dit wierp een nieuwe blik op de staat die nog niet veel bezocht was en waarover weinig geweten was. In de jaren 1630 bezocht de Duitse schrijver Adam Olearius het tsaardom. Hierover schreef hij een boek, dat al snel in alle belangrijke Europese talen vertaald werd.
Verdere info over Rusland werd verspreid door Engelse en Nederlandse kooplieden. Een van hen, Richard Chancellor, voer in 1553 naar de Witte Zee en ging over het land verder naar Moskou. Bij zijn terugkeer in Engeland richtte hij de Moskovische Handelscompagnie op, samen met nog enkele handelaars uit Londen. Ivan IV gebruikte deze kooplieden om brieven uit te wisselen met koningin Elizabeth I van Engeland.

### Ivan IV

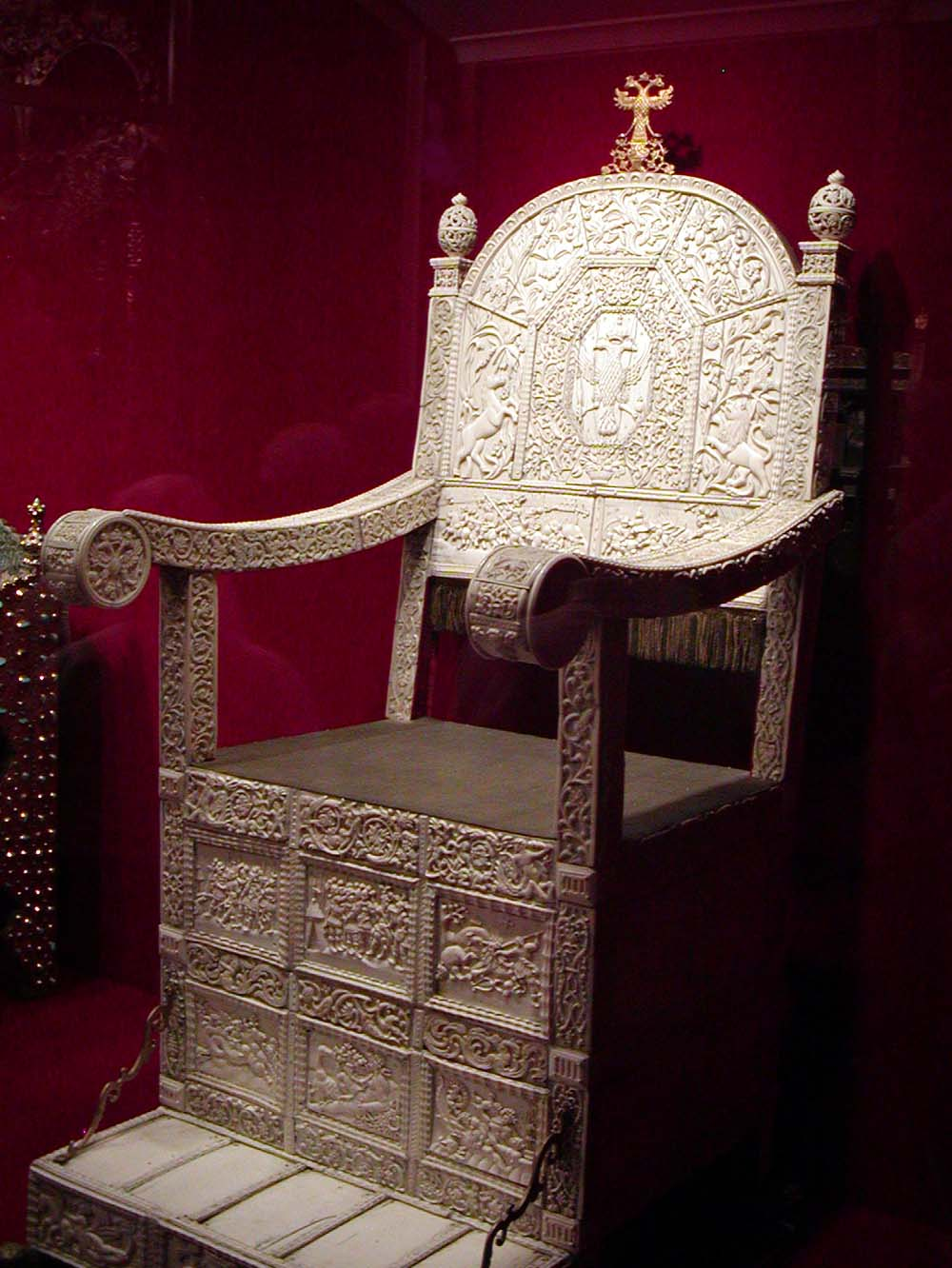
Ivoren troon van Ivan de Verschrikkelijke

#### Beleid
De ontwikkeling van de autocratische kracht van de tsaar bereikte een piek tijdens de regeerperiode van Ivan IV en hij werd bekend als Ivan de Verschrikkelijke. Ivan versterkte zijn positie van tsaar naar een niet eerder gezien niveau. 
In 1533 werd Ivan grootprins van Moskou, op driejarige leeftijd. Twee bojaren-families streden om de macht over het land totdat Ivan in 1547 de troon besteeg. De kroning van Ivan als tsaar verliep op rituele wijze zoals bij de Byzantijnse keizers. Ivan, die gesteund werd door de bojaren, begon zijn regeerperiode met enkele nuttige hervormingen. Er kwamen nieuwe wetten, het leger werd opgesmukt en de regering werd gereorganiseerd. Deze hervormingen waren bedoeld om de staat te versterken.
Rusland voerde oorlog om zo het grondgebied uit te breiden en in 1552 annexeerde Ivan het kanaat Kazan dat reikte tot aan het midden van de Wolga en in 1556 het kanaat Astrachan, waardoor het tsaardom nu de Kaspische Zee bereikte. Door deze overwinningen werd Rusland een multi-etnische staat, wat het tot op heden nog steeds is. De tsaar had nu controle over de hele rivier Wolga en had nu ook toegang tot Centraal-Azië.
De uitbreiding in het noordwesten naar de Oostzee was moeilijker. Ivan viel Lijfland binnen in 1558 en verzeilde zo in een 25-jarige oorlog tegen het Pools-Litouwse Gemenebest, Zweden en Denemarken. Ondanks occasionele successen werd het leger teruggedrongen en verloor Rusland de oorlog waardoor het geen toegang kreeg tot de Oostzee.
Terwijl Rusland zich concentreerde op Lijfland, viel Devlet I Giray van het Kanaat van de Krim, Rusland binnen, vergezeld door 120.000 soldaten te paard. Zij richtten een grote ravage aan in de regio rond Moskou, maar werden uiteindelijk gestopt in de Slag bij Molodi. De volgende decennia werd het zuidelijke grensgebied jaarlijks geplunderd door de Nogai en het Krimkanaat, die plaatselijke bewoners ontvoerden en hen tot slaven maakten. De Russen versterkten de grenzen met duizenden soldaten. Dit was een zware last voor de staat, waarvan de sociale en economische ontwikkeling stagneerde.

#### Opritsjnina
Tijdens de late jaren 1550 ondervond Ivan steeds meer weerstand van zijn raadgevers, de regering en de bojaren. In 1565 verdeelde hij Rusland in twee delen: zijn kroondomein (opritsjnina) en het publieke domein (zemsjtsjina). Voor zijn kroondomein koos hij enkele van de meest welvarende en belangrijkste districten van Rusland. 
De politieke en economische macht van de vooraanstaande bojarenfamilies werd hierbij ingeperkt en het waren precies deze families die Rusland opgebouwd hadden en zich het meest bekwaam achtten om het land te besturen. De handel verminderde en boeren, die hoge belastingen moesten betalen en door het geweld bedreigd werden, begonnen het land te verlaten. In 1573 was Ivan wel verplicht om de Opritsjnina op te heffen, omdat het een totale mislukking was.

### Tijd der Troebelen

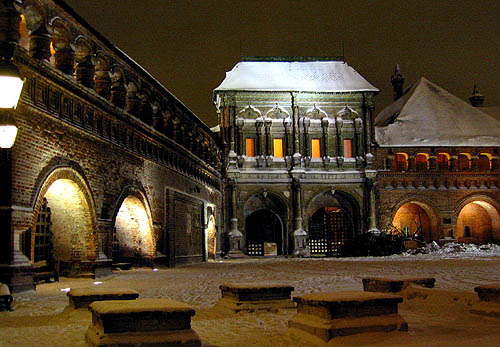
17e-eeuws klooster

Ivan IV werd opgevolgd door zijn zoon Fjodor, die geestelijk minder begaafd was. De eigenlijke macht ging naar Fjodors schoonbroer, Boris Godoenov. De belangrijkste gebeurtenis uit deze tijd was het uitroepen van het patriarchaat van Moskou in 1589. Dit was de climax van de evolutie van de onafhankelijke Russisch-Orthodoxe Kerk.
In 1598 overleed Fjodor zonder erfgenaam waarop Boris Godoenov tot tsaar gekroond werd. Door slechte oogsten volgde er een hongersnood tussen 1601 en 1603. Tijdens deze periode dook er een valse Dimitri op die zich uitgaf voor tsarevitsj Dimitri, de zoon van Ivan IV die gestorven was in 1591, en hij maakte aanspraak op de troon. De valse Dimitri werd tsaar na de dood van Boris en probeerde de Russen te bekeren tot het katholicisme waarop hij vermoord werd.
Daarop kwam er een periode van aanhoudende chaos, die bekendstaat als de Tijd der Troebelen. Er kwam een strijd om de troon en verschillende partijen schoven een kandidaat naar voren. De Tijd der Troebelen werd beëindigd toen Michaël Romanov in 1613 tot tsaar gekroond werd.

### Romanovs

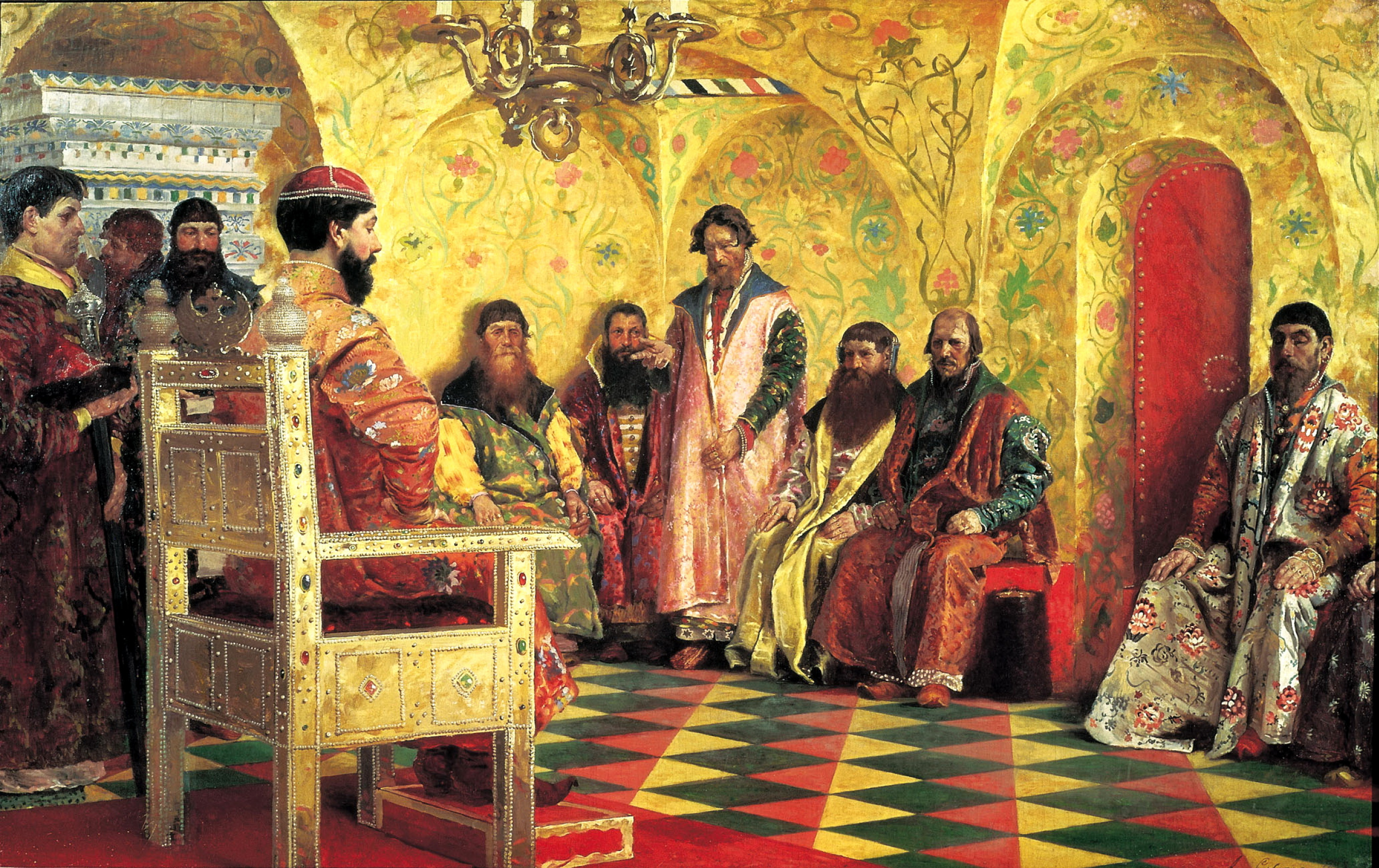
Andrej Rjaboesjkin: tsaar Michael tijdens een sessie van de Doema

De eerste Romanovs waren zwakke heersers. Onder Michaël waren de staatszaken in de handen van zijn vader Fjodor, die in 1619 patriarch werd van de Russisch-Orthodoxe Kerk. De taak van de nieuwe dynastie was het herstellen van de rust in het land.
Gelukkig waren de grootste vijanden van Rusland, Polen en Zweden in een conflict met elkaar verwikkeld, waardoor Rusland in 1617 vrede kon sluiten met Zweden. De Pools-Moskovitische Oorlog (1605-1618) werd beëindigd door de Vrede van Deoelino in 1618 waardoor het Pools-Litouwse Gemenebest opnieuw controle kreeg over sommige grondgebieden, zoals Smolensk, dat in 1509 door het grootvorstendom Litouwen verloren werd aan Moskou. Nadat de Russen probeerden om Smolensk opnieuw te veroveren op de Polen in 1632, sloot Rusland vrede met Polen in 1634. De Poolse koning Wladislaus, wiens vader Sigismund III door de Russische bojaren tot tsaar gekozen werd tijdens de Tijd der Troebelen deed afstand van enige aanspraak op deze titel.

### Verovering van Oekraïne
Michaëls zoon Aleksej, die regeerde van 1645 tot 1676, vertrouwde op de bojaar Boris Morozov om zijn regering te leiden. Morozov misbruikte zijn positie en in 1648 moest Aleksej hem ontslaan.
Rusland breidde zich in de 17e eeuw nog verder uit. In het zuidwesten veroverde het oostelijk Oekraïne op het Pools-Litouwse Gemenebest. De Oekraïense Kozakken woonden in de grensgebieden van Polen, de gebieden van de Krim-Tataren en Rusland. Hoewel de Kozakken in het Poolse leger dienden als huurlingen, bleven ze toch ook onafhankelijk en rebelleerden zelfs tegen de Polen. In 1648 sloten de Oekraïense boeren zich aan bij de Kozakken tijdens de Chmelnytskyopstand. Aanvankelijk hielpen de Oekraïners de Krim-Tataren om het Poolse juk af te werpen. Nadat echter de Polen de Tataren ertoe wisten te bewegen om hun kant te kiezen, hadden de Oekraïners militaire steun nodig om hun positie te behouden.
In 1654 wilde de Oekraïense leider, Bohdan Chmelnytsky, Oekraïne onder bescherming van de Russische tsaar Aleksej plaatsen. De tsaar nam het aanbod aan en dit werd officieel gemaakt in het Verdrag van Perejaslav, wat leidde tot een oorlog tussen Polen en Rusland. De Vrede van Androesovo beëindigde deze oorlog in 1667. Oekraïne werd in twee delen verdeeld langs de rivier Dnjepr: het westelijke gedeelde (Rechteroever-Oekraïne) ging naar Polen en het oostelijk gedeelte (Linkeroever-Oekraïne) ging als het Kozakken-Hetmanaat naar Rusland. Het Hetmanaat had zelfbestuur onder soevereiniteit van de tsaar.

### Verovering van Siberië

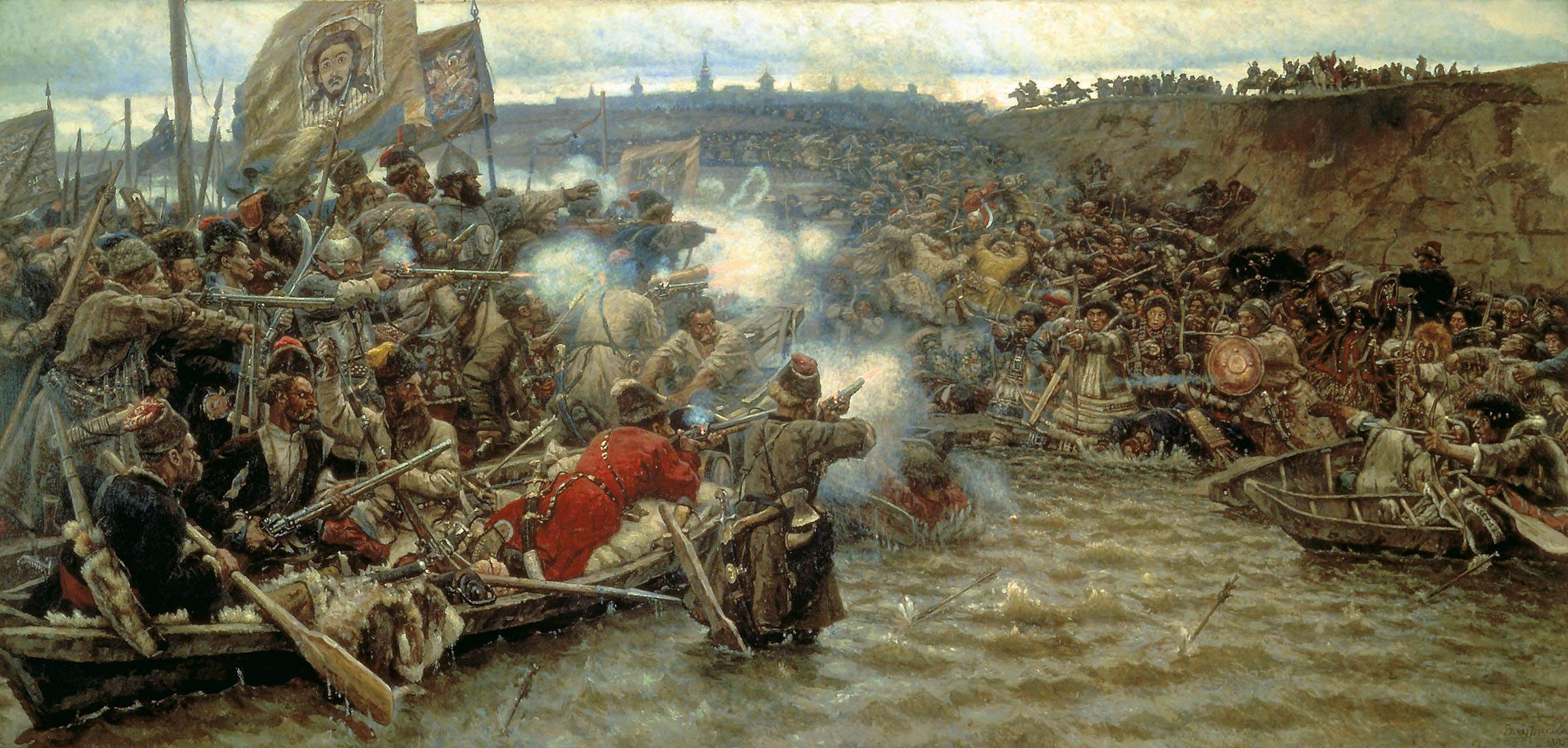
Vasili Soerikov: Jermak's verovering van Siberië

De oostelijke verovering van Rusland stuitte op weinig verzet. De handelaarsfamilie Stroganov, die geïnteresseerd was in de bonthandel, huurde de Kozakkenleider Jermak in om een expeditie te leiden naar Siberië. Jermak versloeg het kanaat Sibir en voegde de grondgebieden ten westen van de rivieren Ob en Irtysj bij Rusland.
Vanuit bases zoals Mangazeja gingen handelaars verder oostwaarts van de Ob naar de Jenisej en de Lena tot ze uiteindelijk de kust bereikten van de Stille Oceaan. In 1648 ging Semjon Dezjnjov op expeditie naar de meest noordoostelijkste punten van Rusland, die dicht bij Alaska lagen. Hij ontdekte de Beringstraat. Tegen het midden van de 17e eeuw hadden de Russen de Amoer bereikt en de buitenste gebieden van het Chinese Rijk.
Na een periode van conflicten met de Qing-dynastie sloot Rusland vrede met China in 1689. Door het Verdrag van Nertsjinsk deed Rusland afstand van de Amoervallei, maar kreeg wel toegang tot de regio ten oosten van het Baikalmeer en een handelsroute naar Peking. De bepalingen van dit verdrag werden in 1727 nader gedetailleerd in het verdrag van Kjachta. Door de vrede met China werden ze verzekerd van de toegang naar de Stille Oceaan.

## Overgang

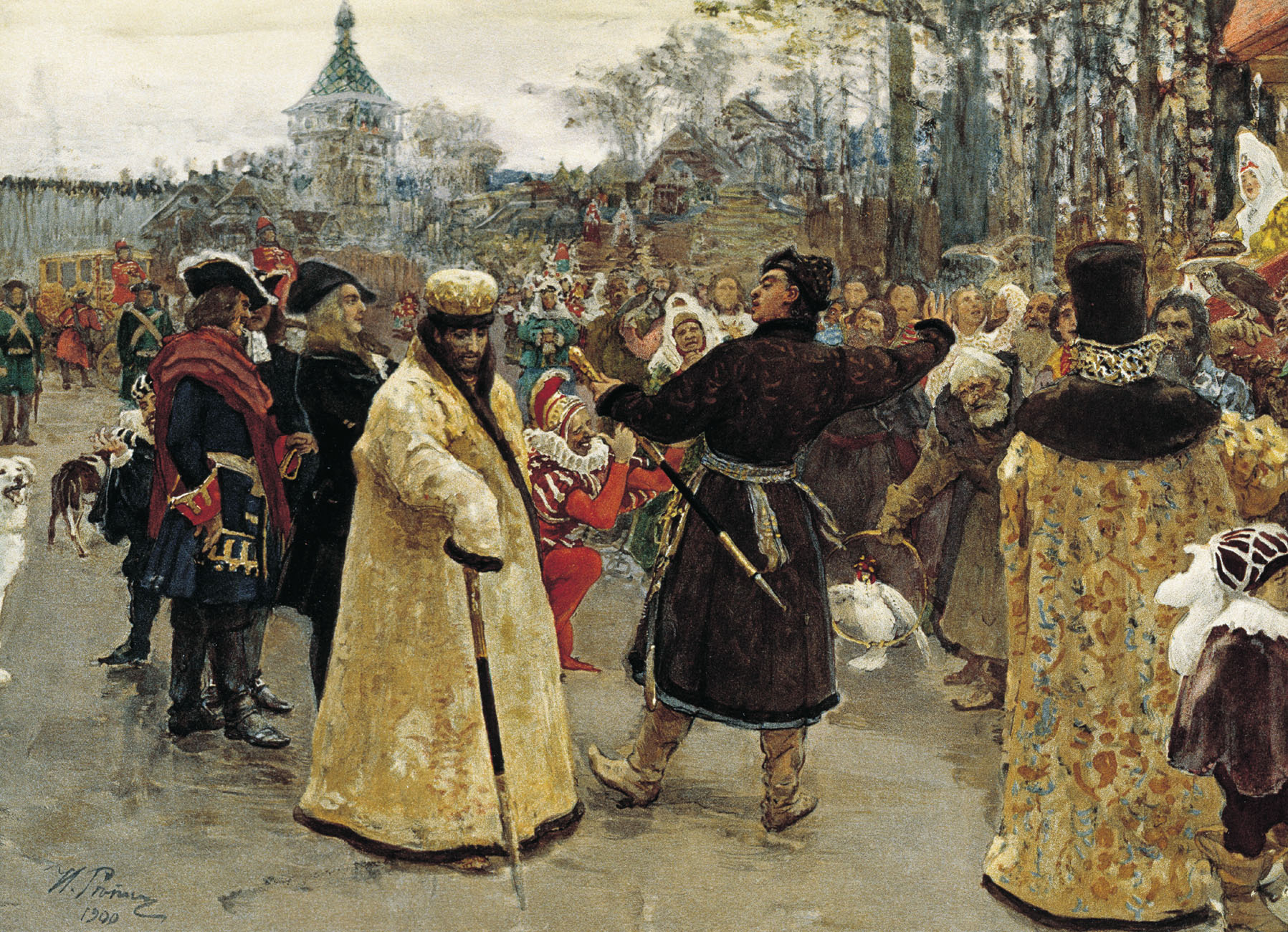
Ilja Repin: Twee tsaren: Peter I en Ivan V

Alexis I werd opgevolgd door zijn kreupele, maar verfijnde zoon Fjodor III. Rusland begon zich op het westen te richten, iets wat door zijn navolgers verder zou worden uitgebouwd. Tijdens zijn regering vond de Russisch-Turkse Oorlog (1676-1681) plaats, die voor Rusland succesvol verliep. Fjodor III stierf reeds op twintigjarige leeftijd en had geen nakomelingen.
Een troonstrijd Maria ontstond tussen de aanhangers van de eerste vrouw van Alexis I, Maria Miloslavskaja en de aanhangers van zijn tweede vrouw Natalja Narysjkina, de Moskouse opstand van 1682. Ivan V, was een zoon van Maria, Peter, zoon van Natalia. Uiteindelijk werd hun zus Sofia regentes voor beiden. Tijdens haar regering vonden de Krimveldtochten (1687-1689) plaats.
In 1689 greep Peter de macht, verbande zijn behoudsgezinde zus naar een klooster en verklaarde zijn halfbroer bestuur onbekwaam. 
In de 18e eeuw werd Rusland getransformeerd van een statische, ietwat geïsoleerde, traditionele staat in een meer dynamisch, gedeeltelijke verwesterlijkt en geseculariseerd Russisch Keizerrijk. De transformatie is te danken aan tsaar Peter de Grote. Hoewel Rusland een toonaangevende politieke rol zou spelen in de volgende eeuw, zorgde het behoud van de horigheid dat het land economisch achteruitging. Rusland miste ook de industriële revolutie die in de tweede helft van de 18e eeuw begonnen was en begon hierdoor nog meer achterop te hinken, wat voor nieuwe problemen zorgde voor het land als supermacht.